# Liberty County (Georgia)
Liberty County is een county in de Amerikaanse staat Georgia.
De county heeft een landoppervlakte van 1.344 km² en telt 61.610 inwoners (volkstelling 2000). De hoofdplaats is Hinesville.